# La Pedrera (Amazonas)
La Pedrera ist ein nicht-kommunalisiertes Gebiet im Departement Amazonas in Kolumbien. Es hat 3711 Einwohner. Es liegt auf 100 m über dem Meeresspiegel an den Ufern des Rio Japurá, fungiert als dessen Hafen und ist nur wenige Kilometer von der Mündung des Río Apaporis entfernt. Der Ort liegt an der Grenze zu Brasilien in der Nähe von Vila Bittencourt und São José do Apaporis.

## Vorschlag für die Einrichtung einer Verbandsgemeinde
Seit mehreren Jahren gibt es einen Vorschlag zur Schaffung einer Verbandsgemeinde im Departement Amazonas aus den nicht-kommunalisierten Gebieten von La Pedrera, La Victoria und Mirití-Paraná.

## Geografie
La Pedrera grenzt im Norden an die Verbandsgemeinde Taraira (Vaupés), im Nordwesten an das nicht kommunalisierte Gebiet Mirití-Paraná, im Südwesten an Puerto Arica und im Süden an Tarapacá.
Das Gebiet wird auch von den beiden Nationalparks Río Puré und Yaigojé-Apaporis begrenzt.

## Geschichte
Ursprünglich wurde La Pedrera als kolumbianischer Militärstützpunkt eingerichtet. Zwischen dem 10. Juli 1911 und dem 13. Juli 1911 kam es zu einem Zwischenfall mit den peruanischen Behörden, der unter dem Namen „Conflicto de La Pedrera“ bekannt wurde. Letztlicht einigte man sich, die Zone als Modus Vivendi zu respektieren, um neue Konfrontationen zwischen den beiden Nationen zu vermeiden. Elf Jahre später, nach langen und erfolglosen Verhandlungen zwischen Kolumbien und Peru, wurde am 24. März 1922 der Vertrag von Salomón-Lozano unterzeichnet, in dem Kolumbien über das Trapecio amazónico einen Zugang zum Amazonas und Peru eine Zone am rechten Ufer des Río Putumayo erhielt.